# Fragolino

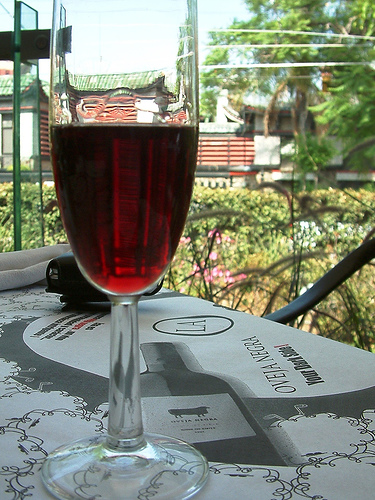
Un verre de fragolino.

Le fragolino est un vin au goût de fraise, produit dans le nord-est de l'Italie, obtenu par la vinification de raisin de type Vitis labrusca, connu en Italie sous le nom de uva fragola (raisin fraise), appelé aussi raisin américain, isabella ou raisin de Cassis (raisins non européens).